# Château de Courbière
Le château de Courbière est un édifice situé à Céaux-d'Allègre, en France.

## Localisation
Le château est situé sur le territoire de la commune de Céaux-d'Allègre, dans le département  de la Haute-Loire, en région Auvergne-Rhône-Alpes.

## Description
Le château est construit au XIIIe siècle par les chevaliers de Bar, qui se sont distingués lors des Croisades, seigneurs de Courbières à partir de 1200. Le château est restauré au XVe siècle. Au XVIIe siècle, modification de la toiture et percement de nouvelles baies. Le donjon, de plan carré avec une tourelle d'escalier à l'angle nord-est, est modernisé au XVIIIe siècle (percement de baies, adjonction d'un corps de logis). Décors intérieurs du XVIIIe siècle (boiseries, toiles peintes, papier peint, peinture, cheminées). À cette époque également, construction d'une aile à l'angle nord-est du donjon. La tourelle d'escalier dessert les deux parties du bâtiment. L'ensemble des bâtiments est disposé autour d'une cour intérieure. Du côté est de cette cour, en retour sur l'aile du XVIIIe siècle, se trouve un bâtiment de communs. Du côté ouest, un autre bâtiment de communs, en retour par rapport au donjon mais séparé de lui par un passage fermé par une porte maçonnée.

## Historique
Le château est inscrit au titre des monuments historiques par arrêté du 21 juin 1994.

## Protection
Éléments protégés : le château, y compris les communs du XVIIIe siècle et les pièces suivantes avec leur décor : donjon : escalier, chambre à alcôve et chambre lambrissée du premier étage, chambre bleue et chambre à alcôve du deuxième étage ; logis du XVIIIe siècle : petit salon, salle à manger, grand salon, bibliothèque, petit bureau, chambre de l'abbesse, petite chambre à alcôve et autre chambre.